# Pilley's Island
Pilley's Island is een eiland en tegelijk gemeente (town) in de Canadese provincie Newfoundland en Labrador.

## Geschiedenis
Historisch bevond er zich op Pilley's Island een mijn waar pyriet ontgonnen werd. Toen deze in maart 1908 definitief sloot, besloot een groot deel van de inwoners te vertrekken. Velen onder hen verhuisden naar het mijnwerkersdorp Wabana op Bell Island.
In 1975 werd het eiland een gemeente met de status van local government community (LGC). In 1980 werden LGC's op basis van The Municipalities Act als bestuursvorm afgeschaft. De gemeente werd daarop automatisch een community om een aantal jaren later uiteindelijk een town te worden.

## Geografie
Het eiland ligt in de eilandrijke Notre Dame Bay, ten zuidoosten van het schiereiland Baie Verte. Het meest zuidelijke punt van Pilley's Island ligt minder dan 400 meter ten noorden van het hoofdeiland Newfoundland. Pilley's Island ligt voorts direct ten westen van Triton Island, ten zuiden van Long Island en ten oosten van Sunday Cove Island.

## Demografie
Demografisch gezien is Pilley's Island, net zoals de meeste kleine dorpen in de provincie, aan het krimpen. Tussen 1991 en 2021 daalde de bevolkingsomvang van 465 naar 286. Dat komt neer op een daling van 179 inwoners (-38,5%) in dertig jaar tijd.
| Demografische ontwikkeling van Pilley's Island tussen 1991 en 2021         |
| -------------------------------------------------------------------------- |
|                                                                            |
| Bron: Statistics Canada (1951–1986, 1991–1996, 2001–2006, 2011–2016, 2021) |

## Transport
Pilley's Island is via Route 380 verbonden met de op het hoofdeiland Newfoundland gelegen gemeente Robert's Arm. Vanop het eiland is immers een dijk aangelegd die ruim 360 meter zuidwaarts loopt. De laatste 20 meter wordt overbrugd door een vast brugje. Zo'n 3,5 km oostwaarts verbindt Route 380 Pilley's Island eveneens met Triton Island, op de plaats waar beide eilanden slechts 150 meter uit elkaar liggen. 
In het uiterste noorden van het eiland is daarenboven een veerdienst voorzien die de enige toegang voor Long Island biedt. Hierdoor moet de gemeente aangedaan worden door eenieder op weg naar de gemeenten Triton, Brighton en Lushes Bight-Beaumont-Beaumont North.